# Seznam vítězů finské fotbalové ligy
Seznam vítězů finské fotbalové ligy uvádí mužstva, která se v jednotlivých ročnících finské fotbalové ligy umístila na prvních třech místech.
| Mestaruussarja (1908 – 1989)                    |                                  |                              |                       |
| Ročník                                          | Mistr                            | 2. místo                     | 3. místo              |
| 1908                                            | Sportklubben Unitas (1)          | Polyteknikkojen Urheiluseura |                       |
| 1909                                            | Polyteknikkojen Urheiluseura (1) | Helsingfors IFK              |                       |
| 1910                                            | Åbo IFK (1)                      | Viipurin Reipas              |                       |
| 1911                                            | HJK Helsinki (1)                 | Åbo IFK                      |                       |
| 1912                                            | HJK Helsinki (2)                 | Helsingfors IFK              |                       |
| 1913                                            | Kronohagens Idrottsförening (1)  | Åbo IFK                      |                       |
| • Finské mistrovství se v roce 1914 neodehrálo. |                                  |                              |                       |
| 1915                                            | Kronohagens Idrottsförening (2)  | Åbo IFK                      |                       |
| 1916                                            | Kronohagens Idrottsförening (3)  | Åbo IFK                      |                       |
| 1917                                            | HJK Helsinki (3)                 | Åbo IFK                      |                       |
| 1918                                            | HJK Helsinki (4)                 | Viipurin Reipas              |                       |
| 1919                                            | HJK Helsinki (5)                 | Viipurin Reipas              |                       |
| 1920                                            | Åbo IFK (2)                      | HPS Helsinki                 |                       |
| 1921                                            | HPS Helsinki (1)                 | HJK Helsinki                 |                       |
| 1922                                            | HPS Helsinki (2)                 | Reipas Viipuri               |                       |
| 1923                                            | HJK Helsinki (6)                 | TPS Turku                    |                       |
| 1924                                            | Åbo IFK (3)                      | HPS Helsinki                 |                       |
| 1925                                            | HJK Helsinki (7)                 | TPS Turku                    |                       |
| 1926                                            | HPS Helsinki (3)                 | TPS Turku                    |                       |
| 1927                                            | HPS Helsinki (4)                 | Reipas Viipuri               |                       |
| 1928                                            | TPS Turku (1)                    | HIFK Helsinki                |                       |
| 1929                                            | HPS Helsinki (5)                 | HIFK Helsinki                |                       |
| 1930                                            | HIFK Helsinki (1)                | TPS Turku                    | HPS Helsinki          |
| 1931                                            | HIFK Helsinki (2)                | HPS Helsinki                 | TPS Turku             |
| 1932                                            | HPS Helsinki (6)                 | VPS Vaasa                    | HIFK Helsinki         |
| 1933                                            | HIFK Helsinki (3)                | HJK Helsinki                 | Viipurin Sudet        |
| 1934                                            | HPS Helsinki (7)                 | HIFK Helsinki                | Helsingin Toverit     |
| 1935                                            | HPS Helsinki (8)                 | HIFK Helsinki                | Helsingin Toverit     |
| 1936                                            | HJK Helsinki (8)                 | HPS Helsinki                 | HIFK Helsinki         |
| 1937                                            | HIFK Helsinki (4)                | HJK Helsinki                 | Viipurin Sudet        |
| 1938                                            | HJK Helsinki (9)                 | TPS Turku                    | VPS Vaasa             |
| 1939                                            | TPS Turku (2)                    | HJK Helsinki                 | Helsingin Toverit     |
| 1940                                            | Viipurin Sudet (1)               | TPS Turku                    |                       |
| 1941                                            | TPS Turku (3)                    | VPS Vaasa                    | Viipurin Sudet        |
| 1942                                            | Helsingin Toverit (1)            | Viipurin Sudet               |                       |
| • Finské mistrovství se v roce 1943 neodehrálo. |                                  |                              |                       |
| 1944                                            | Vasa IFK (1)                     | TPS Turku                    | Viipurin Sudet        |
| 1945                                            | VPS Vaasa (1)                    | HPS Helsinki                 |                       |
| 1946                                            | Vasa IFK (2)                     | Tampereen Pallo-Veikot       |                       |
| 1947                                            | HIFK Helsinki (5)                | Turun Toverit                |                       |
| 1948                                            | VPS Vaasa (2)                    | TPS Turku                    | HPS Helsinki          |
| 1949                                            | TPS Turku (4)                    | VPS Vaasa                    | KIF Helsinki          |
| 1950                                            | Ilves-Kissat (1)                 | KuPS Kuopio                  | Vasa IFK              |
| 1951                                            | KTP Kotka (1)                    | Vasa IFK                     | TPK Turku             |
| 1952                                            | KTP Kotka (2)                    | Vasa IFK                     | Pyrkivä Turku         |
| 1953                                            | Vasa IFK (3)                     | Jäntevä Kotka                | KuPS Kuopio           |
| 1954                                            | Pyrkivä Turku (1)                | KuPS Kuopio                  | HJK Helsinki          |
| 1955                                            | KIF Helsinki (4)                 | Haka Valkeakoski             | Vasa IFK              |
| 1956                                            | KuPS Kuopio (1)                  | HJK Helsinki                 | KIF Helsinki          |
| 1957                                            | HPS Helsinki (9)                 | Haka Valkeakoski             | TPS Turku             |
| 1958                                            | KuPS Kuopio (2)                  | HPS Helsinki                 | HIFK Helsinki         |
| 1959                                            | HIFK Helsinki (6)                | RU-38 Pori                   | Haka Valkeakoski      |
| 1960                                            | Haka Valkeakoski (1)             | TPS Turku                    | KIF Helsinki          |
| 1961                                            | HIFK Helsinki (7)                | KIF Helsinki                 | Haka Valkeakoski      |
| 1962                                            | Haka Valkeakoski (2)             | Reipas Lahti                 | Tampereen Palloilijat |
| 1963                                            | Reipas Lahti (1)                 | Haka Valkeakoski             | Åbo IFK               |
| 1964                                            | HJK Helsinki (10)                | KuPS Kuopio                  | KTP Kotka             |
| 1965                                            | Haka Valkeakoski (3)             | HJK Helsinki                 | Reipas Lahti          |
| 1966                                            | KuPS Kuopio (3)                  | HJK Helsinki                 | Haka Valkeakoski      |
| 1967                                            | Reipas Lahti (2)                 | KuPS Kuopio                  | TPS Turku             |
| 1968                                            | TPS Turku (5)                    | Reipas Lahti                 | HJK Helsinki          |
| 1969                                            | KPV Kokkola (1)                  | KuPS Kuopio                  | HJK Helsinki          |
| 1970                                            | Reipas Lahti (3)                 | Mikkelin Palloilijat         | HIFK Helsinki         |
| 1971                                            | TPS Turku (6)                    | HIFK Helsinki                | KPV Kokkola           |
| 1972                                            | TPS Turku (7)                    | Mikkelin Palloilijat         | Reipas Lahti          |
| 1973                                            | HJK Helsinki (11)                | KPV Kokkola                  | Reipas Lahti          |
| 1974                                            | KuPS Kuopio (4)                  | Reipas Lahti                 | HJK Helsinki          |
| 1975                                            | TPS Turku (8)                    | KuPS Kuopio                  | KPV Kokkola           |
| 1976                                            | KuPS Kuopio (5)                  | Haka Valkeakoski             | HJK Helsinki          |
| 1977                                            | Haka Valkeakoski (4)             | KuPS Kuopio                  | TPS Turku             |
| 1978                                            | HJK Helsinki (12)                | KPT Kuopio                   | Haka Valkeakoski      |
| 1979                                            | OPS Oulu (1)                     | KuPS Kuopio                  | HJK Helsinki          |
| 1980                                            | OPS Oulu (2)                     | Haka Valkeakoski             | HJK Helsinki          |
| 1981                                            | HJK Helsinki (13)                | KPT Kuopio                   | Haka Valkeakoski      |
| 1982                                            | Kuusysi Lahti (1)                | HJK Helsinki                 | Haka Valkeakoski      |
| 1983                                            | Ilves Tampere (1)                | HJK Helsinki                 | Haka Valkeakoski      |
| 1984                                            | Kuusysi Lahti (2)                | TPS Turku                    | Ilves Tampere         |
| 1985                                            | HJK Helsinki (14)                | Ilves Tampere                | KePS Kemi             |
| 1986                                            | Kuusysi Lahti (3)                | TPS Turku                    | HJK Helsinki          |
| 1987                                            | HJK Helsinki (15)                | Kuusysi Lahti                | TPS Turku             |
| 1988                                            | HJK Helsinki (16)                | Kuusysi Lahti                | RoPS Rovaniemi        |
| 1989                                            | Kuusysi Lahti (4)                | TPS Turku                    | RoPS Rovaniemi        |

| Veikkausliiga (1990 – 2020) |                            |                       |                      |
| Ročník                      | Mistr                      | 2. místo              | 3. místo             |
| 1990                        | HJK Helsinki (17)          | Kuusysi Lahti         | Mikkelin Palloilijat |
| 1991                        | Kuusysi Lahti (5)          | Mikkelin Palloilijat  | FC Haka              |
| 1992                        | HJK Helsinki (18)          | Kuusysi Lahti         | FC Jazz Pori         |
| 1993                        | FC Jazz Pori (1)           | Myllykosken Pallo-47  | HJK Helsinki         |
| 1994                        | Tampereen Pallo-Veikot (1) | Myllykosken Pallo-47  | HJK Helsinki         |
| 1995                        | FC Haka (5)                | Myllykosken Pallo-47  | HJK Helsinki         |
| 1996                        | FC Jazz Pori (2)           | Myllykosken Pallo-47  | TPS Turku            |
| 1997                        | HJK Helsinki (19)          | VPS Vaasa             | FinnPa Helsinki      |
| 1998                        | FC Haka (6)                | VPS Vaasa             | Pallokerho-35        |
| 1999                        | FC Haka (7)                | HJK Helsinki          | Myllykosken Pallo-47 |
| 2000                        | FC Haka (8)                | FC Jokerit            | Myllykosken Pallo-47 |
| 2001                        | Tampere United (1)         | HJK Helsinki          | Myllykosken Pallo-47 |
| 2002                        | HJK Helsinki (20)          | Myllykosken Pallo-47  | FC Haka              |
| 2003                        | HJK Helsinki (21)          | FC Haka               | Tampere United       |
| 2004                        | FC Haka (9)                | AC Allianssi          | Tampere United       |
| 2005                        | Myllykosken Pallo-47 (1)   | HJK Helsinki          | Tampere United       |
| 2006                        | Tampere United (2)         | HJK Helsinki          | FC Haka              |
| 2007                        | Tampere United (3)         | FC Haka               | TPS Turku            |
| 2008                        | FC Inter Turku (1)         | FC Honka              | FC Lahti             |
| 2009                        | HJK Helsinki (22)          | FC Honka              | TPS Turku            |
| 2010                        | HJK Helsinki (23)          | KuPS Kuopio           | TPS Turku            |
| 2011                        | HJK Helsinki (24)          | FC Inter Turku        | JJK Jyväskylä        |
| 2012                        | HJK Helsinki (25)          | FC Inter Turku        | TPS Turku            |
| 2013                        | HJK Helsinki (26)          | FC Honka              | VPS Vaasa            |
| 2014                        | HJK Helsinki (27)          | SJK Seinäjoki         | FC Lahti             |
| 2015                        | SJK Seinäjoki (1)          | Rovaniemen Palloseura | HJK Helsinki         |
| 2016                        | IFK Mariehamn (1)          | HJK Helsinki          | SJK Seinäjoki        |
| 2017                        | HJK Helsinki (28)          | Kuopion Palloseura    | FC Ilves             |
| 2018                        | HJK Helsinki (29)          | RoPS Rovaniemi        | KuPS Kuopio          |
| 2019                        | KuPS Kuopio (6)            | Inter Turku           | FC Honka             |
| 2020                        | HJK Helsinki (30)          | Inter Turku           | KuPS Kuopio          |
| 2021                        | HJK Helsinki (31)          | KuPS Kuopio           | SJK Seinäjoki        |
| 2022                        |                            |                       |                      |
| 2023                        |                            |                       |                      |